# Ellsworth Street Bridge
Die Ellsworth Street Bridge  ist eine Fernstraßenbrücke, die den Willamette River in Albany, Oregon überquert. Sie wurde 1925 erbaut und führt die zweistreifige, ostwärts gerichtete Fahrbahn des U.S. Highways 20 über den Fluss (der westwärts gerichtete Verkehr läuft über die Lyon Street Bridge). Die 332,5 m lange Stahlfachwerkbrücke wurde von Conde McCullough entworfen und 1926 für den Verkehr freigegeben.

## Geschichte
1887 wurde in Albany eine Brücke über den Willamette River gebaut, die der Corvallis and Eastern diente. Der Bundesstaat begann 1925 mit dem Bau einer Straßenbrücke in der Stadt. Das Bauwerk wurde durch den im Verkehrsministerium tätigen Brückenplaner Conde McCullough entworfen und durch die Union Bridge Company aus Portland erbaut. Die Fachwerkkonstruktion aus Stahl wurde 1926 fertiggestellt.
Mit der Eröffnung des Bauwerks wurde der Highway von Albany nach Corvallis durchgehend befahrbar. Das fertige Bauwerk erhielt den Namen Albany Bridge. 1973 wurde die östlich benachbarte Lyon Street Bridge gebaut, um die Kapazität der Straßenverbindung auf jeweils zwei Fahrstreifen pro Fahrtrichtung zu erhöhen. Die Ellsworth Street Bridge wurde 1971 und 2002 instand gesetzt. Im Jahr 2004 fuhren im Tagesdurchschnitt 9850 Fahrzeuge über die Brücke.

## Details
Das Bauwerk an der Streckenmeile 10,44 ist mit einer Auslastungsrate 53,8 % als funktionell obsolet eingestuft. Die beiden Fahrstreifen nehmen den ostwärts gerichteten Verkehr der U.S. Route 20 in das Zentrum von Albany auf. Die Hauptspanne der Brücke wird durch vier Stahlträger gebildet, jeder davon hat eine Länge von 61 m. Die Ellsworth Street Bridge ist insgesamt 332,5 m lang und 8 m breit. Der Abstand zwischen Wasseroberfläche und Brückenunterkante beträgt etwa 7,5 m. Die Nebenspannen aus Beton entsprechen der Kastenträgerbauweise. Die grüngestrichene Brücke hat verzierte Geländer und Pfeiler an jedem Portal aus Beton. Sie ist eine der wenigen Stahlträgerbrücken, die in Oregon gebaut wurden, während McCullough im Amt war und ist eine der letzten mehrspännigen Stahlträgerbrücken, die in dem Bundesstaat noch in Betrieb sind.
| Flussaufwärts Harrison Street Bridge | Querungen des Willamette River | Flussabwärts Lyon Street Bridge |
| ------------------------------------ | ------------------------------ | ------------------------------- |